# 福井県道185号鯖江清水線
福井県道185号鯖江清水線（ふくいけんどう185ごう さばえしみずせん）は福井県鯖江市と同県福井市を結ぶ一般県道である。別名、文殊近松通り。

## 路線概要
鯖江市と福井市を結ぶ役割を担っている県道だが、かつて日野川左岸堤防を経て福井市清水地区まで単独区間であったものが経路変更により福井県道28号福井朝日武生線との重複区間が大幅に延び、実質的には鯖江市と丹生郡越前町を結ぶ役割を担う県道となっている。嶺北中央部を網の目状に走る県道の一つであり、鯖江市から西に伸びることにより農村部と市街地を効果的に結んでいる。この地方の住民にとって重要性の高い路線といえるだろう。また終点が重複中に存在する希有な道路という側面も持っている。

### 路線データ
- 起点：福井県鯖江市御幸町
- 終点：同県福井市坪谷町

## 通過する自治体
- 福井県
  - 鯖江市 - 丹生郡越前町 - 福井市

## 道路状況
全線を通して片側1車線以上の道幅の確保された非常に走りやすい道路である。特に鯖江市の起点直後は片側2車線に側道を持つ非常に高規格な作りとなっている。単独区間、重複区間共に走りにくいところも無く渋滞するところもないため、越前町から鯖江市に向かう場合には重宝される道である。

## 接続道路
- 福井県道208号徳光鯖江線（鯖江市御幸町一丁目・御幸交差点、起点）
- 国道8号（鯖江市御幸町一丁目・御幸交差点、起点）
- 福井県道229号福井鯖江線（福井県道252号三尾野鯖江線重複）（鯖江市糺町）
- 福井県道188号石田家久停車場線（鯖江市石田上町 - ＜重複＞ - 同地内）
- 福井県道28号福井朝日武生線（旧丹南広域農道）（丹生郡越前町田中・田中口交差点 - ＜重複＞ - 福井市坪谷町、終点）
- 福井県道32号清水美山線（福井市坪谷町、終点）

## 沿線周辺
- 近松門左衛門の碑
  - ここから、｢文殊近松通り｣の別名が与えられる。

## 別名
- 文殊近松通り（鯖江市）